# Brachybaenus navicula
Brachybaenus navicula är en insektsart som först beskrevs av Brunner von Wattenwyl 1888.  Brachybaenus navicula ingår i släktet Brachybaenus och familjen Gryllacrididae.

## Underarter
Arten delas in i följande underarter:
- B. n. navicula
- B. n. guinae